# Rittergut Oberfarnstädt

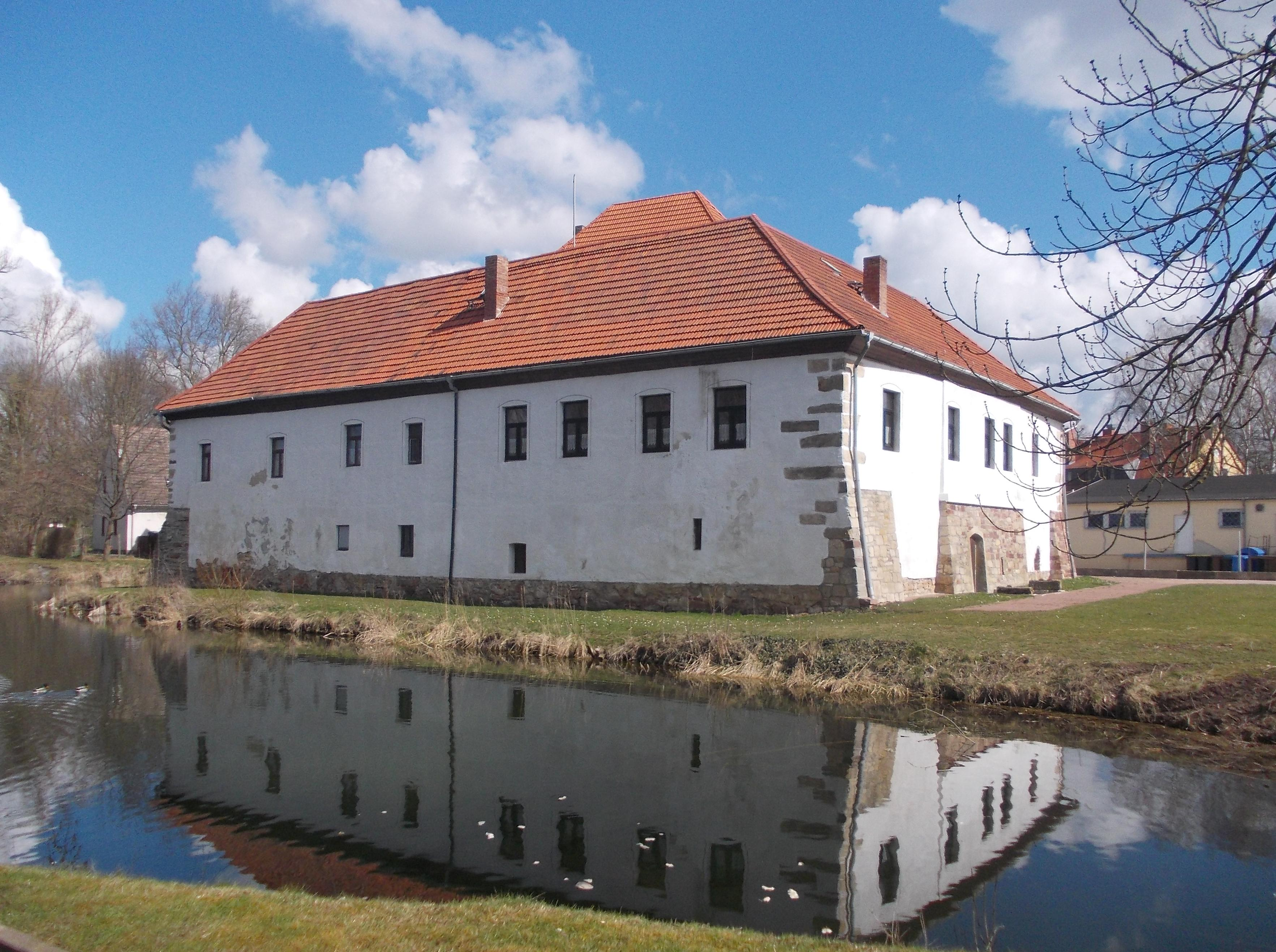
Westseite des Rittergutes

Das Rittergut Oberfarnstädt (auch Wasserschloss Farnstädt, Unterhof) ist ein denkmalgeschütztes Bauwerk im Ortsteil Farnstädt der Verbandsgemeinde Weida-Land im Saalekreis in Sachsen-Anhalt. Im örtlichen Denkmalverzeichnis ist das Rittergut unter der Erfassungsnummer 094 50284 als Baudenkmal verzeichnet.

## Geschichte
Mitte des 15. Jahrhunderts gab es Kampfhandlungen rund um die Wasserburg von Oberfarnstädt, nachdem hier Pferdediebe Unterschlupf fanden und die Stadt Halle (Saale) ein Heer entsandte, um diese festzunehmen, denen die Edelherren von Querfurt ein Heer entgegenstellten, da sie dies als Eingriff in ihre Gerichtsbarkeit werteten. Auch im Jahr 1488 sorgten die Burg-Insassen für Unruhe, als sie mehrere Vorwerke im Umland anzündeten. Bei dem Rittergut handelt es sich um eine Wasserburg, die im Auftrag derer von Geusau im Jahr 1615 erbaut wurde. Das Rittergut befindet sich heute in Privatbesitz.

## Beschreibung
Bei dem Bauwerk handelt es sich um eine barocke zweigeschossige Vierflügelanlage mit einem flachen Mittelrisalit. Durch verschiedene Umbauten ist das Bauwerk heute überformt. Der quadratische, mittelalterliche dreigeschossige Turm mit Wappentafel derer von Geusau aus dem Jahr 1615 befindet sich in der Mitte des Ostflügels. Vom umlaufenden Wassergraben sind noch der westliche und nördliche Teil erhalten geblieben. Auf der Nordseite des ehemaligen Vorhofs befindet sich noch ein bemerkenswertes Fachwerkhaus.